# Batería de automóvil

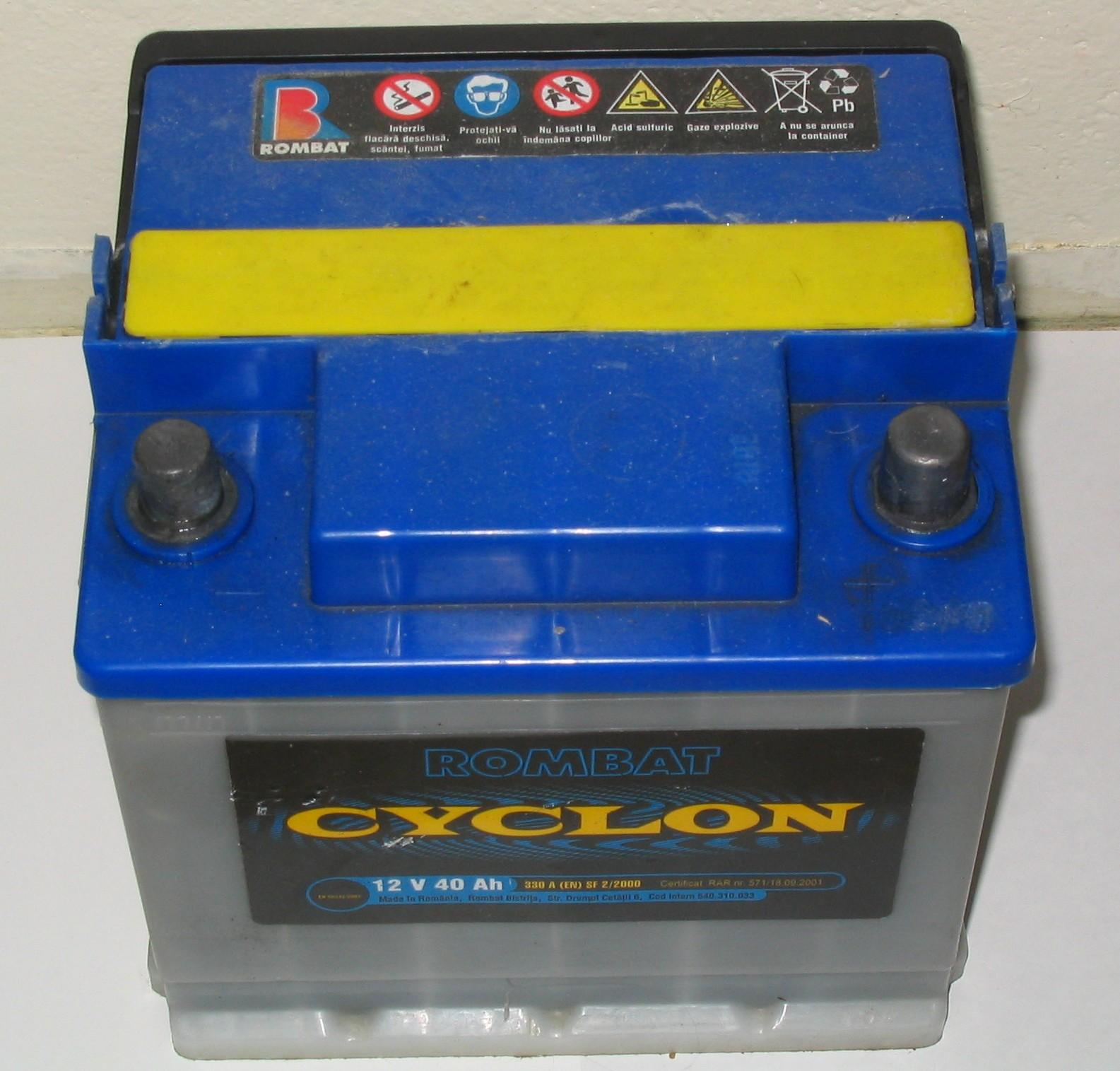
Batería de coche de 12V 40Ah.

La batería o acumulador es un dispositivo electroquímico que posee en su interior varias celdas de energía (también conocidas como vasos por su forma y por poseer agua desmineralizada) que proporciona la energía eléctrica para el motor de arranque de un motor de combustión, como por ejemplo de un automóvil, de un alternador del motor o de la turbina de gas de un avión.
A las baterías eléctricas usadas como fuente de energía para la tracción de un vehículo eléctrico se les denomina baterías de tracción. Los vehículos híbridos pueden utilizar cualquiera de los dos tipos de baterías.
El arranque de un motor de combustión, requiere en un breve espacio de tiempo, corrientes muy elevadas de hasta cientos de amperios. La batería ha de cumplir este requisito también en invierno a bajas temperaturas. Además el voltaje eléctrico no puede reducirse considerablemente durante el proceso de arranque. Por eso las baterías disponen de una resistencia interior pequeña.

## Montaje
Las baterías están compuestas por un circuito en línea de células acumuladoras de plomo con un voltaje nominal de 2 V (voltios) por unidad. Para conseguir un voltaje nominal de 6 o bien de 12 V se necesita un circuito en línea de tres o bien seis céldas por batería. Algunos camiones puede precisar de baterías de 24 V, que no es otra cosa que un circuito en línea con dos baterías de 12 V. Las baterías se dividen en baterías de líquido (ácido), de vellón y de gel.

## Problemas y manipulación

### Ácido
Los electrodos se componen de plomo  y son por ello tóxicos. El contenido de ácido sulfúrico es muy corrosivo. Por ello se recomienda mucha precaución a la hora de manipular baterías. Una batería rota (por ejemplo tras un siniestro) solo debería ser manipulada por personal cualificado. El electrolito (ácido sulfúrico) es altamente tóxico para el ambiente. Solamente en un taller mecánico o concesionario se puede desechar una batería (intacta o dañada). En caso de contacto con el ácido u otros productos químicos de las baterías, se debe lavar con abundante agua la zona afectada y acudir al médico lo antes posible. En lugares cerrados estas baterías pueden soltar sustancias y gases tóxicos y explosivos, en el aire que no deben ser inhaladas, por tanto siempre deben ser manipuladas en lugares ventilados.

### Influencia de la temperatura
La batería de arranque disminuye su capacidad durante periodos de temperatura baja. Hay diferentes sistemas disponibles en el mercado para evitar esto (recubrimiento aislante, resistencias latentes, etc.). Al llegar el invierno se recomienda comprobar si la capacidad de la batería es suficiente para el arranque a temperaturas bajo cero grados (Celsius). Las baterías terminan su ciclo normalmente en invierno ya que la pérdida de capacidad es mayor a bajas temperaturas y a menudo no pueden proporcionar un arranque prolongado a temperaturas reducidas. A -20 °C la capacidad normal se suele reducir a la mitad. A su vez la baja temperatura del aceite del motor dificulta el proceso de arranque.

### Formación de lodo, corrosión de malla
Los constantes ciclos de carga y descarga provocan una ininterrumpida alteración química de los materiales comprimidos: plomo, dióxido de plomo o sulfato de plomo. Esto lleva consigo una desintegración paulatina del compuesto. Lo mismo ocurre debido a agitaciones del vehículo en movimiento. Los materiales compactados se van descomponiendo, depositándose en el fondo; a esto se denomina lodificación. La creciente descomposición de la malla, denominada corrosión de malla, provoca una pérdida de capacidad de las células. Tal fenómeno ocurre de forma más frecuente de lo que se cree. En el fondo de las células hay hendiduras donde se deposita el lodo, pero puede llegar un momento que estos se llenen, y parte del depósito haga contacto con las células; lo que provoca un cortocircuito entre una o varias células. A este fenómeno se denomina patinaje. Este problema se pone especialmente de manifiesto cuando una batería con pozos no está en posición vertical. Es por ello (así como por la ausencia del estrés mecánico propio de un vehículo en movimiento) que las baterías estacionarias tienen una duración mayor. Poco antes del patinaje ya la batería a duras penas puede proveer la corriente necesaria para arrancar el coche (especialmente a bajas temperaturas).

### Sobrecarga
Un problema adicional es el sobrecargado de la batería. Un cargador y/o regulador que no esté debidamente calibrado puede llevar a la sobrecarga. Durante la carga el sulfato de plomo se transforma en plomo y en dióxido de plomo; pero ya que la corriente de carga sigue fluyendo en exceso, se ataca al plomo de la malla. Con todo ello aumenta el volumen de la malla y la durabilidad de los materiales compactados disminuye.

### Voltaje de carga, emisión de gases
El voltaje de carga debería ser de entre 13,8 y 14,4 V a una temperatura de entre 15 y 25 °C. El valor óptimo de la corriente de carga debería ser la décima parte de la capacidad de la batería (ej. 4 A para una batería de 40 Ah) y para cargas “rápidas” como mucho un tercio de la capacidad. Si el voltaje de carga es superior a 2,4 V por célula (en el caso de baterías de 12 V son en total max. 14,4 V) entonces hay peligro de corrosión de la malla, cosa que se puede observar visualmente por la emisión de gases. Por eso la batería no debe cargarse hasta el máximo con corrientes altas. Un dispositivo de carga rápida puede recargar una vacía de plomo rápidamente, pero solo hasta el 70 %, a partir de ese momento se debería cargar con corrientes más reducidas para evitar la corrosión de la malla.

### Peligro de explosión
En caso de sobrecarga la batería despide gases. Este fenómeno se produce debido a la descomposición electrolítica del agua que se encuentra en el ácido sulfúrico. Como resultado de este proceso se forman oxígeno e hidrógeno, los cuales dan lugar a oxihidrógeno, de alta explosividad.

### Nivel de líquido - limpieza

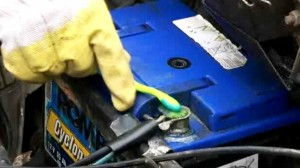
Limpieza de la batería.

También las baterías que no precisan de mantenimiento se deben inspeccionar de forma regular para comprobar si el nivel de líquido es el adecuado. El nivel del líquido debería estar a 10 mm sobre el nivel del canto de las placas. Quien realice esta inspección por sí mismo se dará cuenta de que las placas, especialmente después de estar el coche en funcionamiento, despiden un poco de gas. Este es un indicador de que el agua se gasifica y por ello se pierde. Si el nivel del líquido disminuye de forma que las placas no están totalmente cubiertas, entonces la capacidad de la batería disminuye y la zona seca se deteriora de forma irreversible. La solución al problema puede parecer obvia: reducir el voltaje de carga, para que la batería no despida gases. La reducción del voltaje de carga en 0,1 V provoca que la batería no se cargue del todo además de otras consecuencias de mayor gravedad. Es por ello de gran importancia comprobar el nivel del líquido en las células. De ser necesario se ha de rellenar cada una de las células con agua destilada. Las células solo se deben cerrar con el tapón original. Es también muy importante trabajar con limpieza para evitar que se ensucien los electrolitos.

### Carga demasiado reducida
El error más frecuente es aplicar una carga de la batería menor de la nominal. La batería se descarga también poco a poco en caso de que no se use, especialmente si está conectada a un vehículo, ya que este precisa también en caso de no estar en funcionamiento de corriente (denominada de dormir) para abastecer a algunos dispositivos electrónicos (denominados centralitas electrónicas) como el reloj o la alarma.

### Daños por falta de uso
Si la batería está conectada al vehículo y este no se usa en periodos de tiempo prolongados, entonces la batería se descarga paulatinamente. Durante este proceso se forma sulfato de plomo en las placas. A simple vista parece una reacción en forma de polvo, pero se trata realmente de diminutos cristales. Estos tienen una superficie importante, que hacen posible una reacción rápida durante la carga. Por otro lado cuentan con la desventaja de que los cristales se unen entre sí. Si el vehículo está un tiempo prolongado sin funcionamiento, entonces se forman cristales duros de mayor tamaño. Este proceso reduce la capacidad de la batería, además los cristales apenas pueden destruirse aplicando voltaje. Todo ello conlleva una caída drástica de la capacidad de la batería, que se denomina Sulfatación de cristales gruesos, y que a la larga supone el fin de la vida de la batería. Es por ello importante comprobar que la batería esté lo suficientemente cargada. Este problema se da especialmente en vehículos que solo se usan de forma ocasional o en una determinada estación del año, por ejemplo motocicletas, caravanas, lanchas motoras o máquinas quitanieves.

### Prevención
En el mercado existen diferentes dispositivos que pueden evitar la formación de sulfatación de cristales gruesos. El concepto más frecuente es un condensador de gran capacidad que en caso de descarga aplica picos de corriente elevados. Esto ocurre varias veces por minuto para prevenir que los cristales se unan. Esto también puede conseguirse aplicando la propia resonancia de los cristales de sulfato.
En caso de que el vehículo vaya a permanecer sin uso durante un tiempo, conviene retirar el polo negativo (de color negro) de la batería y conectarlo a un dispositivo de mantenimiento de carga. Estos dispositivos tiene una corriente de carga muy reducida (aprox. de 50 a 100 mA), a un voltaje de 14,4 V. Esta corriente equilibra la descarga paulatina de la batería sin provocar ningún daño. Existen dispositivos en el mercado que funcionan con energía solar fotovoltaica y que una vez conectados ya no es necesario retirar el polo negativo.

### Otras baterías, uso en aviones
En comparación con otras tecnologías de acumulación, el acumulador de plomo resulta muy pesado por unidad de capacidad. En aviones (con motor Otto o de turbina) se usa cada vez menos acumuladores de níquel-cadmio y cada vez más acumuladores de híbrido de níquel-metal, óxido de plata-zinc y últimamente también iones de litio en la función de batería de arranque.

## Tecnología del automóvil
El término técnico en inglés para baterías de arranque en vehículos pesados es SLI battery (donde las siglas SLI significan Start, Light, Ignition o Arranque, Luz, Encendido). El acumulador se recarga con el motor en marcha gracias al generador del alternador (dinamo en coches más antiguos).
Este generador suministra la corriente necesaria en casos de que la dinamo no este en funcionamiento, o de estarlo a baja velocidad. Esta tarea es cada vez de mayor importancia en los vehículos debido a la mayor cantidad de electrónica destinada al confort.

## Acrónimos y definiciones

### Corriente de cortocircuito
Es el máximo consumo (también llamado máximo amperaje) que una batería puede llegar a tener, y este caso se dará en un cortocircuito, al haber una resistencia casi inexistente entre sus dos polos. 
Su cálculo se basa en la Ley de Ohm: a menor resistencia menor tensión y mayor corriente eléctrica.
La fórmula para calcular la Icc (Corriente de cortocircuito) es:
{\displaystyle Icc=V/R}
siendo V la tensión nominal en Voltios y R la resistencia de la batería, medida de borne a borne, en Ohmios.

### Amperios-hora, Ah
Para medir la capacidad, se expresa cuánta corriente puede llegar a suministrar la batería hasta quedar descargada en el período de 1 hora. 
Los Ah se suman cuando las baterías están conectadas en paralelo, mientras que el voltaje de dichas baterías deberán ser iguales.
Por ejemplo: si una batería tiene una capacidad de 10Ah, significa que el máximo de corriente que podrá suministrar en una hora será 10A. O sea que, si le conectamos una luz que consume 10A, estará encendida durante 1 hora.
Si queremos que la luz esté encendida 3 horas tendremos que conectar, en paralelo, una batería de 20Ah, con lo que la capacidad entre las dos baterías será de 30Ah.
Fórmula: {\displaystyle Q=I*h}

### Corriente de arranque, CA
Esta corriente es la máxima que puede suministrar una batería a 0 °C durante 30 s con un voltaje en cada una de las celdas de 1.2 V.
El término técnico en inglés para la corriente de arranque es cranking amps, (del inglés corriente de arranque). Alternativamente también puede encontrarse este término como MCA (marine cranking amps).

### Corriente de arranque en frío, CCA
Es una magnitud basada en probar la máxima corriente que una batería puede suministrar durante 30 segundos a –18 °C, sin que mengue la tensión por debajo de 1,2 V en ninguna de sus celdas.
Se basa en las peores condiciones que se puede un conductor encontrar para arrancar el motor de su automóvil. Sin embargo, dado que normalmente no se dan estas condiciones, no es necesario tener en cuenta la CCA.
El término técnico en inglés para la corriente de arranque en frío es cold cranking amps.
Ejemplo:
Una batería de 12 V con 300 CCA suministra una corriente de arranque en frío de 300 amperios a una tensión de 7.2 V (6 celdas a 1.2 V cada una).

### Corriente de arranque en caliente, HCA
Del inglés Hot Cranking Amps, es la corriente de arranque en caliente, proporciona la corriente máxima que puede suministrar la batería a una temperatura de 26,67 °C (80 °F) durante 30 segundos, durante la cual el voltaje de cada una de las celdas ha de ser de 2,0 V. En cada una de sus seis celdas para un total de 12 V.

### Capacidad de reserva, RCM/RC
Del inglés reserve capacity minutes, también denominado reserve capacity (RC), es la propiedad de la batería para almacenar una determinada carga eléctrica durante unos minutos determinados. Es el tiempo que una batería puede suministrar 25 amperios a una temperatura de 27 °C antes de que el voltaje caiga de los 10,5 V.

### Tamaño de la batería, BCI
El Battery Council International (BCI) es un grupo de trabajo que específica las dimensiones físicas (longitud, anchura y fondo) de la batería.BCI 58

### Voltaje nominal
El voltaje real del bus de datos de los automóviles se sitúa durante la conducción sobre el voltaje nominal de la batería, ya que esta se carga cuando el vehículo está en marcha. El proceso de carga depende de la temperatura. En el caso de baterías de 12 V se encuentra a 14.4 V. Sin embargo normalmente se suele otorgar al voltaje del bus de datos el mismo que la batería (12 V para turismos y 24 V para camiones, mientras que coches más antiguos, como el Escarabajo de Volkswagen o motocicletas precisan normalmente de 6 V. 

### Capacidad
El dato referente a la capacidad Q tiene Amperio-hora (Ah) por unidad, por ejemplo, 20 horas de tiempo de descarga T a 27 °C. Una batería de arranque cargada por completo con una capacidad nominal de Q = 36 Ah puede suministrar una corriente media de I = 1,8 Amperios a una temperatura de 27 °C durante 20 horas. Por medio de la fórmula Q = I•T y conocidos la capacidad y el tiempo se puede averiguar la corriente media'I = Q/T, es decir:
{\displaystyle {Q}=1{,}8\,\mathrm {A} \cdot 20\,\mathrm {h} }
Si la corriente de descarga es conocida, entonces se puede averiguar el tiempo máximo:
{\displaystyle T={\frac {Q}{I}}}
con:
| I: | Corriente |
| Q: | Capacidad |
| T: | Tiempo    |
En caso de corrientes mayores, temperaturas menores o avanzado deterioro de la batería entonces es la capacidad real menor que la nominal. Durante la descarga a una corriente constante la velocidad con la que disminuye el voltaje de la batería variara. El valor medio del voltaje durante el tiempo de descarga posibilitaría calcular la energía o trabajo en watts hora (Wh), pero este valor no viene detallado.

#### Ejemplos de la capacidad de diferentes baterías
- Ciclomotores (hasta 50 cm³): 6 Ah (12 V)
- Motocicletas (a partir de 50 cm³): 12 Ah (12 V)
- Automóvil (pequeño): 36 Ah (12 V)
- Automóvil (clase compacta): 50 Ah (12 V)
- Automóvil (berlinas): 100 Ah (12 V)
- Automóvil (deportivo): 140 Ah (18 V, 26 V)
- Camión: hasta 7,5t 175 Ah y valores superiores (12 V, 24 V)
- Camión: desde 7,5t hasta 225 Ah

La capacidad necesaria se determina según la cilindrada y el tipo de motor. Los motores diésel necesitan normalmente más corriente durante el arranque que motores equivalentes de gas o gasolina debido a los mayores valores de compresión con los que trabajan. También la existencia de dispositivos eléctricos y/o electrónicos de mayor consumo requiere una capacidad superior, ya que la batería de arranque hace la función de reserva cuando la dinamo (hoy día habitualmente el alternador) funciona a bajas revoluciones y el consumo de corriente es alto. Por eso algunos de los fabricantes que ofrecen el aire acondicionado de serie también proveen baterías de mayor capacidad.

## Mantenimiento, cuidado e inspecciones
- El nivel de líquido (o en general el electrolito) también se debería inspeccionar al menos cada otoño en las baterías que no precisan de mantenimiento. En caso de pérdida de líquido, se debería rellenar con agua destilada.

- Inspección del regulador en un taller especializado. El resultado del voltaje de carga debería estar situado entre 13.80-14.4 V.

- Equipos para cargar la batería debería situarse en la banda superior de voltaje (aprox. 14,4 V) y la corriente de carga debería ser como mucho en cargadores sin regulador la décima parte de la capacidad de la batería. En caso de que la batería este totalmente descargada es posible aplicar una carga rápida con corrientes mayores hasta alcanzar el 70 % de la carga total, pero sin superar el voltaje máximo de 14.4 V.

- La batería se debe chequear después de la carga, para ello existen diferentes productos en el mercado. La densidad del ácido por ejemplo puede determinarse con un densímetro. Para ello es importante saber la densidad cuando la batería está plenamente cargada.

En el siguiente ejemplo se ha asumido la densidad más frecuente que es 1.28 g/cm³ a carga completa: 
Si la batería está completamente descargada la densidad baja hasta 1.10 g/cm³, con una densidad de 1,23 g/cm³ solo la mitad de la batería está cargada. Quien trabaja con un densímetro consigue una buena información sobre el grado de carga, pero para ello hay que abrir las células y retirar una muestra del electrolito. Este método se recomienda solo para personal cualificado.
Otra posibilidad es medir el voltaje de la batería. Para ello no se precisa desensamblar la batería, basta con conectar el dispositivo a los polos de la batería. Es importante saber que estas mediciones solo pueden realizarse si la batería ha «reposado», es decir, al menos dos horas después de haber estado en funcionamiento o haberse cargado/descargado. Una batería en esas condiciones tiene 12,65 V cuando está totalmente cargada. No debería estar por debajo de 12.53 V (aprox. 85 % de la carga total).
Con 12.25 volt la batería está medio cargada y con 11,9 V prácticamente descargada. En caso de que el voltaje baje de ese valor, la batería ya no podrá cargarse a la capacidad original. 
Control de la capacidad: el voltaje no provee información sobre la capacidad. Una batería usada alcanza, estado totalmente cargada, el voltaje nominal, pero no la corriente momentánea al arrancar (400 bis 600 A). Las baterías usadas pueden conectarse a una resistencia de calentamiento (de baja resistencia) o bien se arranca para medir entonces el voltaje. El voltaje no baja tanto como en una batería usada (que puede llegar a cero). Hay baterías libres de mantenimiento en las que no se puede rellenar con agua destilada. Las células son una mezcla de ácidos de azufre (aproximadamente del 37 %) y rellenos con agua destilada. La descomposición electrolítica puede provocar que el agua se gasifique en oxígeno e hidrógeno, esto no ocurre en baterías que no requieren mantenimiento (están herméticamente selladas). Las baterías abiertas deben de rellenarse con agua destilada para equilibrar la pérdida de agua. Agua impura (p. ej. agua corriente o mineral) llegaría a destruir la batería en poco tiempo debido a cortocircuitos entre los electrolitos. Reguladores de voltaje de la dinamo o del alternador, en malas condiciones favorecen la descomposición del agua y requieren un mayor mantenimiento de la batería.
El voltaje del regulador debería situarse entre 13,8 y 14,4 V. De ser mayor la pérdida de agua se incrementa incluso para baterías selladas, lo que reduce su ciclo de vida. En caso de un voltaje menor que los 13,8 volt la batería no llegaría a cargarse por completo lo que dificultaría el arranque y reduciría el ciclo de vida de la batería. En caso de que la batería requiera demasiada capacidad, se corre el peligro de que se descargue por completo y se produzca sulfatación. 
Las baterías de arranque no deberían dejarse durante meses sin cargar, en caso de que esto sea necesario la batería debería cargarse previamente por completo. Las baterías usadas se descargan por sí mismas con mayor facilidad, además se corre el peligro de que la batería se sulfate si no se recarga. En cualquier caso el voltaje de una batería de plomo de 12 volt sin uso no debería bajar de los 11,8 V. 
En el caso de que la batería no se vaya a usar durante un tiempo prolongado es útil aplicar un voltaje de mantenimiento con una corriente pequeña que compense la descarga propia de la batería.
El voltaje de carga debería situarse entre 14,2 y 14,4 V a una temperatura de entre 15 y 25 °C.
La corriente de carga de dispositivos sin regulador debería situarse entre un décimo y un quinto de la capacidad de la batería y en caso de carga rápida no más de un tercio del valor de la capacidad. En dispositivos con regulador no es necesario limitar la corriente de carga. 
El voltaje de gasificación se sitúa en unos 14,4 V y no debería superarse en baterías que no requieren mantenimiento.
El voltaje de los terminales poco después de la recarga completa de una batería de arranque caerá hasta los 13,2 V y desde ahí poco a poco hasta 12,7 V.
La capacidad aproximada se puede estimar a partir del voltaje de los polos. Para ello se mide el voltaje de la batería después de transcurridas varias horas desde la última carga:
| Voltaje de los conectores | Capacidad aproximada |
| ------------------------- | -------------------- |
| 12,65 V                   | 100 %                |
| 12,45 V                   | 75 %                 |
| 12,24 V                   | 50 %                 |
| 12,06 V                   | 25 %                 |
| 11,89 V                   | 0 %                  |
El proceso provee un valor más o menos fiable si la batería no tiene una resistencia interna elevada y si por medio de cortocircuito de las células el voltaje en reposo está en promedio por debajo de la nominal. Una batería con una resistencia interna alta se identifica ya que se carga (ya no acepta corriente) de forma muy rápida pero el voltaje (incluso con corrientes reducidas) cae rápidamente muy pronto, mientras que una batería en buenas condiciones debería poder suministrar durante unos segundos aprox. tres veces la corriente nominal. 
Para las baterías que requieren mantenimiento (por ejemplo con apertura de rosca) se puede usar también un elevador de la acidez con densímetro para comprobar la capacidad. 
| Densidad del ácido | Capacidad aproximada |
| ------------------ | -------------------- |
| 1,28 kg/dm³        | -                    |
| 1,24 kg/dm³        | 50 %                 |
| 1,10 kg/dm³        | 0 %                  |
Otro problema que puede motivar la descarga de la batería es la corriente de fuga así como la corrosión de los conectores. Corrientes de fuga se pueden producir si la superficie de la batería o bien los polos están sucios (por ejemplo por agentes externos como la suciedad o la humedad). Si los polos están corroídos las resistencias internas aumentan de valor y de esa forma influyen negativamente en el arranque de la batería. Además impiden que la dinamo cargue la batería de forma regular. Es por ello, que se debe tener cuidado de que los conectores están limpios y que los polos están firmemente unidos a ellos. La grasa para los polos ofrece protección contra la corrosión.
Consejos para la seguridad:
- Cuando se usa un dispositivo para cargar la batería se deben retirar los tapones a rosca y evitar las chispas o cuerpos incandescentes debido al peligro de explosión por la formación de óxido de hídrogeno.
- No permita que los niños se acerquen a las baterías.
- Los ácidos de la batería son muy corrosivos, por ello se debe llevar gafas y guantes protectores. No incline la batería porque los ácidos podrían salir por las aperturas.
- En caso de que salpique ácido a los ojos aclarar con abundante agua fría, y acto seguido ir a un servicio de urgencias.